# スヴェトラーナ・ザハーロワ
スヴェトラーナ・ユーリエヴナ・ザハーロワ（ロシア語: Светлана Юрьевна Захарова、ウクライナ語: Світлана Юріївна Захарова、ラテン文字転写例: Svetlana Yuryevna Zakharova、1979年6月10日 - ）は、ロシア共和国のバレエダンサー。ボリショイ・バレエ団のプリンシパルで、2006年にロシア国家賞を受賞、2008年にはロシア人民芸術家の称号を授与されている。夫はヴァイオリニストのヴァディム・ヴィクトロヴィチ・レーピン。

## プロフィール
ソビエト連邦のウクライナ・ソビエト社会主義共和国（現ウクライナ）ルーツクに生まれる。キエフのキエフ国立バレエ学校で学んだのち、サンクトペテルブルクのワガノワ・バレエ・アカデミーの卒業クラス（8年生クラス）に異例の飛び級で編入。1996年にマリインスキー・バレエ入団。2003年にボリショイ・バレエ団に移籍し、2022年3月現在同団のプリンシパルである。
プリマバレリーナとして舞台に立つ傍ら後進の育成にも取り組み、2015年からは自らの名を冠した子供たちのための舞踊祭「スヴェトラーナ」をモスクワで始めている。
統一ロシア党員であったザハロワは、ロシアのプーチン大統領の支持者であり、ロシア・ウクライナ戦争ではロシア連邦によるクリミア併合を支持した。